# Шугай Ївга
Ірина Шумовська-Гошовська (1915–2007), відома під псевдонімом Ївга Шугай — українська дитяча письменниця в діаспорі. 
Ірина Шумовська народилася в 1915 році на Житомирщині. Одружилася з українським письменником Богданом Гошовським. 
З 1940 року Ірина Шумовська — на еміграції в Німеччині, з 1949 — у США і Канаді. Співробітниця журналів «Малі друзі» (1940—1947) і «Веселка» (з 1954). Співзасновниця Об'єднання Письменників Дитячої Літератури (1946). Збірка сценічних картин для дитячого театру: «Небесний гість», збірка «Івасик Орлик»; редакторка англомовного додатку в «Веселці». Організувала в Торонто ляльковий театр.
Померла у 2007 році.